# Калинников, Иван Андреевич
Иван Андреевич Калинников (25 октября (6 ноября) 1878 — 1939 или 1942) — русский учёный в области прикладной механики, профессор и ректор Московского технического училища.

## Биография
Родился в мещанской семье в селе Кропотово Ефремовского уезда Тульской губернии.
Окончил Елецкую гимназию (1894) и отделение математических наук физико-математического факультета Московского университета (1898) Затем продолжил обучение в Императорском Московском техническом училище (ныне МГТУ им. Н.Э. Баумана, бывший МВТУ), где в 1902 году получил диплом инженер-механика и был оставлен для приготовления к профессорскому званию. С 1906 года — доцент.
В 1911 году принимал участие в создании Русского общества испытания материалов, был его секретарём. В годы Первой мировой войны он был главой комитета содействия обороне.
В 1916 году организовал и до 1924 года возглавлял «Институт испытания материалов» при МВТУ. Читал курсы сопротивления материалов, деталей машин и кранов, прикладной механики, металловедения. С 1917 года — профессор МВТУ по кафедре «Механическая технология», затем по кафедре «Прикладная механика».
В 1920—1922 годах был выборным ректором МВТУ; был инициатором организации в 1920 году рабочего факультета, выполнявшего роль подготовительных курсов для рабочих и крестьян. В 1921 году назначен членом президиума Госплана РСФСР. В 1922 году уволен Главпрофобром с поста ректора, что привело к забастовке студентов.
В 1922—1929 годах работал председателем, а затем заместителем председателя промышленной секции Госплана РСФСР (а затем СССР).
В 1924 году уволился от должности профессора МВТУ и организовал кафедру авиационного материаловедения в Военно-воздушной академии, где возглавил лабораторию испытания материалов. Профессор Военно-воздушной академии.
С 1927 года и до роспуска в 1930 году Всесоюзной ассоциации инженеров (ВАИ) был председателем её научно-технического совета и редактором журнала «Вестник инженеров».
В 1930 году арестован по делу Промпартии. Приговорён к расстрелу в 1937 году. Высшая мера наказания была заменена 10 годами заключения Умер он, по разным источникам, в 1939 году или, возможно, в апреле 1942 года в блокадном Ленинграде.
Впоследствии И. А. Калинников был посмертно реабилитирован.